# Championnats du monde d'ultimate des nations
Cet article traite de l'épreuve des nations. Pour la compétition des clubs, voir Championnats du monde d'ultimate des clubs.
Les Championnats du monde d’ultimate des nations (en anglais : World Ultimate and Guts Championship) ont lieu tous les quatre ans depuis 2000. Les équipes nationales participent à ce tournoi, c’est-à-dire qu’une seule équipe par pays par division y a droit. Les équipes représentent et portent les couleurs de leur pays.

## Catégorie open
| Année | Lieu                 | Vainqueur  | Finaliste   | Troisième          | Quatrième   |
| ----- | -------------------- | ---------- | ----------- | ------------------ | ----------- |
| 1983  | Göteborg, Suède      | États-Unis | Finlande    | Suède              | Autriche    |
| 1984  | Lucerne, Suisse      | États-Unis | Suède       | Finlande           | Royaume-Uni |
| 1986  | Colchester, R.-U.    | États-Unis | Suède       | Allemagne de l'Est | Finlande    |
| 1988  | Louvain, Belgique    | États-Unis | Finlande    | Suède              | Royaume-Uni |
| 1990  | Oslo, Norvège        | États-Unis | Suède       | Finlande           | Allemagne   |
| 1992  | Utsunomiya, Japon    | Suède      | Canada      | Japon              | États-Unis  |
| 1994  | Colchester, R.-U.    | États-Unis | Suède       | Canada             | Finlande    |
| 1996  | Jönköping, Suède     | États-Unis | Suède       | Finlande           | Japon       |
| 1998  | Blaine, États-Unis   | Canada     | Japon       | États-Unis         | Suède       |
| 2000  | Heilbronn, Allemagne | États-Unis | Suède       | Canada             | Allemagne   |
| 2004  | Turku, Finlande      | Canada     | États-Unis  | Australie          | Suède       |
| 2008  | Vancouver, Canada    | Canada     | États-Unis  | Japon              | Royaume-Uni |
| 2012  | Sakai, Japon         | États-Unis | Royaume-Uni | Canada             | Suède       |
| 2016  | Londres, Royaume-Uni | États-Unis | Japon       | Australie          | Canada      |

## Catégorie féminine
| Année | Lieu                 | Vainqueur  | Finaliste   | Troisième  | Quatrième   |
| ----- | -------------------- | ---------- | ----------- | ---------- | ----------- |
| 1983  | Göteborg, Suède      | États-Unis | Finlande    | Suède      | Autriche    |
| 1984  | Lucerne, Suisse      | Finlande   | Suède       | Autriche   | Royaume-Uni |
| 1986  | Colchester, R.-U.    | États-Unis | Royaume-Uni | Finlande   | Suède       |
| 1988  | Louvain, Belgique    | États-Unis | Pays-Bas    | Suède      | Finlande    |
| 1990  | Oslo, Norvège        | États-Unis | Suède       | Finlande   | Norvège     |
| 1992  | Utsunomiya, Japon    | Japon      | Suède       | États-Unis | Australie   |
| 1994  | Colchester, R.-U.    | États-Unis | Pays-Bas    | Canada     | Royaume-Uni |
| 1996  | Jönköping, Suède     | Suède      | États-Unis  | Japon      | Finlande    |
| 1998  | Blaine, États-Unis   | États-Unis | Japon       | Canada     | Finlande    |
| 2000  | Heilbronn, Allemagne | Canada     | Japon       | Finlande   | États-Unis  |
| 2004  | Turku, Finlande      | Canada     | Finlande    | États-Unis | Japon       |
| 2008  | Vancouver, Canada    | États-Unis | Japon       | Canada     | Australie   |
| 2012  | Sakai, Japon         | Japon      | États-Unis  | Canada     | Colombie    |
| 2016  | Londres, Royaume-Uni | États-Unis | Colombie    | Canada     | Japon       |

## Catégorie mixte
| Année | Lieu                 | Vainqueur  | Finaliste  | Troisième        | Quatrième   |
| ----- | -------------------- | ---------- | ---------- | ---------------- | ----------- |
| 1998  | Blaine, États-Unis   | Canada     | États-Unis | Allemagne        | Brésil      |
| 2000  | Heilbronn, Allemagne | États-Unis | Canada     | Finlande         | Royaume-Uni |
| 2004  | Turku, Finlande      | États-Unis | Canada     | Nouvelle-Zélande | Allemagne   |
| 2008  | Vancouver, Canada    | Canada     | Japon      | États-Unis       | Australie   |
| 2012  | Sakai, Japon         | Canada     | Australie  | Japon            | États-Unis  |
| 2016  | Londres, Royaume-Uni | États-Unis | Australie  | Canada           | France      |

## Catégorie Master (homme)
| Année | Lieu                 | Vainqueur  | Finaliste  | Troisième        | Quatrième   |
| ----- | -------------------- | ---------- | ---------- | ---------------- | ----------- |
| 1990  | Oslo, Norvège        | États-Unis | Canada     | Allemagne        | Norvège     |
| 1992  | Utsunomiya, Japon    | États-Unis | Allemagne  | Japon            |             |
| 1994  | Colchester, R.-U.    | États-Unis | Canada     | Allemagne        | Royaume-Uni |
| 1996  | Jönköping, Suède     | Suède      | Canada     | États-Unis       | Royaume-Uni |
| 1998  | Blaine, États-Unis   | Canada     | États-Unis | Pays-Bas         | Japon       |
| 2000  | Heilbronn, Allemagne | États-Unis | Allemagne  | Canada           | Autriche    |
| 2004  | Turku, Finlande      | États-Unis | Canada     | Royaume-Uni      | Suède       |
| 2008  | Vancouver, Canada    | États-Unis | Canada     | Nouvelle-Zélande | Australie   |
| 2012  | Sakai, Japon         | Canada     | Australie  | Japon            | États-Unis  |
| 2016  | Londres, Royaume-Uni | États-Unis | Canada     | Royaume-Uni      | Danemark    |

## Catégorie Master (femme)
| Année | Lieu                 | Vainqueur  | Finaliste | Troisième | Quatrième |
| ----- | -------------------- | ---------- | --------- | --------- | --------- |
| 2012  | Sakai, Japon         | États-Unis | Canada    | Japon     | Australie |
| 2016  | Londres, Royaume-Uni | États-Unis | Canada    | Australie | Japon     |

## Catégorie open junior
| Année | Lieu                 | Vainqueur      | Finaliste  | Troisième   | Quatrième   |
| ----- | -------------------- | -------------- | ---------- | ----------- | ----------- |
| 1983  | Göteborg, Suède      | Finlande       | Suède      | Autriche    |             |
| 1984  | Lucerne, Suisse      | Suède          | Autriche   |             |             |
| 1986  | Colchester, R.-U.    | Suède          | Finlande   | Royaume-Uni |             |
| 1988  | Louvain, Belgique    | Suède          | Finlande   | États-Unis  | Norvège     |
| 1990  | Oslo, Norvège        | Suède          | Finlande   | États-Unis  | Norvège     |
| 1992  | Utsunomiya, Japon    | Taipei chinois | Japon      |             |             |
| 1994  | Colchester, R.-U.    | Suède          | États-Unis | Allemagne   | Royaume-Uni |
| 1996  | Jönköping, Suède     | Suède          | Allemagne  | États-Unis  | Finlande    |
| 1998  | Blaine, États-Unis   | États-Unis     | Suède      | Canada      | Royaume-Uni |
| 2000  | Heilbronn, Allemagne | Suède          | Canada     | États-Unis  | Allemagne   |
| 2002  | Riga, Lettonie       | Canada         | Suède      | Finlande    | Russie      |
| 2004  | Turku, Finlande      | États-Unis     | Canada     | Allemagne   | Finlande    |
| 2006  | Devens, États-Unis   | États-Unis     | Canada     | Colombie    | Australie   |
| 2008  | Vancouver, Canada    | États-Unis     | Canada     | Allemagne   | Royaume-Uni |
| 2010  | Heilbronn, Allemagne | États-Unis     | Canada     | Royaume-Uni | Allemagne   |
| 2012  | Dublin, Irlande      | États-Unis     | Colombie   | Canada      | Allemagne   |
| 2014  | Lecco, Italie        | Canada         | États-Unis | Allemagne   | Italie      |
| 2016  | Wroclaw, Pologne     | États-Unis     | Canada     | Royaume-Uni | Autriche    |
| 2018  | Waterloo, Canada     | États-Unis     | Canada     | France      | Belgique    |
| 2022  | Wroclaw, Pologne     | États-Unis     | France     | Italie      | Canada      |

## Catégorie féminine junior
| Année | Lieu                 | Vainqueur  | Finaliste  | Troisième  | Quatrième |
| ----- | -------------------- | ---------- | ---------- | ---------- | --------- |
| 2000  | Heilbronn, Allemagne | États-Unis | Canada     | Finlande   | Suède     |
| 2002  | Riga, Lettonie       | Canada     | Suède      | Lettonie   | Finlande  |
| 2004  | Turku, Finlande      | Canada     | États-Unis | Suède      | Japon     |
| 2006  | Devens, États-Unis   | États-Unis | Canada     | Australie  | Finlande  |
| 2008  | Vancouver, Canada    | Japon      | Australie  | États-Unis | Colombie  |
| 2010  | Heilbronn, Allemagne | Colombie   | Canada     | États-Unis | Australie |
| 2012  | Dublin, Irlande      | Colombie   | États-Unis | Canada     | Allemagne |
| 2014  | Lecco, Italie        | États-Unis | Canada     | Colombie   | Autriche  |
| 2016  | Wroclaw, Pologne     | Canada     | États-Unis | Colombie   | Pays-Bas  |
| 2018  | Waterloo, Canada     | États-Unis | Colombie   | Canada     | Allemagne |
| 2022  | Wroclaw, Pologne     | États-Unis | France     | Canada     | Italie    |

## Catégorie mixte junior
| Année | Lieu             | Vainqueur | Finaliste | Troisième | Quatrième |
| ----- | ---------------- | --------- | --------- | --------- | --------- |
| 2022  | Wroclaw, Pologne | Hongrie   | Suisse    | Suède     | Colombie  |